# Jangipur
Jangipur är en stad i den indiska delstaten Västbengalen, och tillhör distriktet Murshidabad. Folkmängden uppgick till 88 165 invånare vid folkräkningen 2011, med förorter 122 731 invånare.